# Magnolia Hotel
Le Magnolia Hotel est un gratte-ciel de 122 mètres de hauteur construit à Dallas en 1923 construit dans un Style Beaux-Arts et renaissance . C'est le plus ancien gratte-ciel de Dallas et du Texas. Ce fut le plus haut immeuble de Dallas pendant 31 ans.
L'immeuble abritait à l'origine des bureaux d'une compagnie pétrolière, la Magnolia Petroleum Company (qui a fusionné plus tard avec la société Mobil). L'immeuble fait partie des Recorded Texas Historic Landmarks depuis 1978 et est inscrit au Registre national des lieux historiques depuis le 30 janvier de cette même année. Il a ensuite été acheté en 1997 par des promoteurs qui l'ont converti en hôtel de 330 chambres.
Les architectes sont le britannique Alfred C. Bossom et l'agence Lang & Witchell.
Au sommet de l'immeuble se trouve une représentation d'un cheval ailé éclairé au néon rouge, qui tourne autour d'un axe. C'est un symbole de Dallas. 